# سارا وايزمان
سارا وايزمان (بالإنجليزية: Sara Wiseman)‏ هي ممثلة نيوزلندية، ولدت في 27 مايو 1972 بأوكلاند في نيوزيلندا.

## وصلات خارجية
- سارا وايزمان على موقع IMDb (الإنجليزية)
- سارا وايزمان على موقع قاعدة بيانات الفيلم (الإنجليزية)